# Імідж-каталог
І́мідж-катало́г — упорядкований масив оцифрованих каталожних карток одиниць зберігання. Є тимчасовим рішенням на шляху до повноцінного електронного каталогу у бібліотечній та архівній справі тощо. Подає документи лише у форматі бібліографічної картки, отриманий у результаті ретроконверсії. Для створення електронних імідж-каталогів використовують систему «ИРБИС».
Процес створення імідж-каталогу складається з двох етапів (які можуть виконуватися послідовно або паралельно з певним часовою затримкою):
- сканування карткового каталогу;
- формування БД імідж-каталогу на основі сканованих образів каталожних карток, що включає процес автоматичного розпізнавання їхніх текстів